# Small Satellite Launch Vehicle
Il Small Satellite Launch Vehicle, conosciuto più comunemente con la sigla SSLV, è un Vettore spaziale indiano sviluppato dall'ISRO, l'agenzia spaziale indiana.  
Il SSLV è un lanciatore leggero non riutilizzabile progettato per il lancio di piccoli satelliti. Può posizionare un carico utile di 500 kg in un'orbita bassa o di 300 kg in un'orbita eliosincrona. Il primo lancio, avvenuto nel 2022, è stato un fallimento. Il secondo lancio, effettuato nel febbraio 2023, ha avuto successo.

## Storia
Nel 2016 è stata proposta la realizzazione di un veicolo di lancio di piccoli satelliti in orbita bassa che fosse economicamente conveniente e in grado di essere lanciato in tempi rapidi. Nel novembre 2017 l'ISRO ha deciso di intraprendere lo sviluppo del veicolo, che avrebbe potuto essere assemblato in soli tre giorni, a differenza del PSLV (vettore già in servizio) che richiedeva un tempo di 30 giorni. Il nuovo lanciatore inoltre sarebbe stato molto più economico, grazie all'utilizzo di componenti esistenti e ad un design semplice e modulare. Nel dicembre 2018 è stato completato il progetto del nuovo lanciatore.
Il primo lancio è stato effettuato il 7 agosto 2022, ma il vettore non è riuscito ad inserire il carico utile nell'orbita prevista, per cui i due piccoli satelliti lanciati con il razzo sono precocemente rientrati nell'atmosfera e sono bruciati. Un'inchiesta ha stabilito che i motori del razzo hanno funzionato normalmente ma si è verificato un malfunzionamento di un accelerometro dopo la separazione del secondo stadio. Il secondo lancio è stato effettuato il 10 febbraio 2023 e ha avuto successo, collocando il satellite nell'orbita prevista.

## Caratteristiche tecniche
Il vettore SSLV è alto complessivamente 34 metri ed ha un diametro praticamente continuo di 2 metri. La sua massa è di circa 120 tonnellate. È composto da tre stadi a propellente solido e un modulo a propellente liquido posto nella parte superiore.
- Il primo stadio è lungo 21 metri con un diametro di 2 metri. Trasporta 89 tonnellate di propellente e fornisce una spinta massima di 2600 kilonewton. Funziona per 117 secondi.
- Il secondo stadio è lungo 2 metri con un diametro di 2 metri. Trasporta 7,7 tonnellate di propellente e fornisce una spinta massima di 250 kilonewton.
- Il terzo stadio è lungo 1,6 metri e ha un diametro di 1,7 metri. Trasporta 4,5 tonnellate di propellente e fornisce una spinta massima di 160 kN.
- Sopra il terzo stadio è posto un modulo di regolazione della velocità, chiamato Velocity Trimming Module (VTM), che funziona a propellente liquido e consente di posizionare con precisione i carichi utili nella loro orbita. Il VTM utilizza 16 propulsori a razzo  che bruciano propellenti ipergolici: ciascun propulsore fornisce una spinta di 50 newton. Otto motori vengono utilizzati per modificare l'orientamento nello spazio e gli altri otto forniscono la spinta per effettuare i cambiamenti di velocità. Il modulo trasporta 50 chilogrammi di propellenti.
- La carenatura di carico utile ha un diametro di 2,1 metri ed un'altezza di circa 4,45 metri.[7]